# D.C.II Spring Celebration 〜ダ・カーポII〜 スプリング セレブレイション
『D.C.II Spring Celebration 〜ダ・カーポII〜 スプリング セレブレイション』は、CIRCUS NORTHERNから2007年4月27日に発売されたアダルトゲーム。通称『D.C.II S.C.』。

## 概要
『D.C.II 〜ダ・カーポII〜』のファンディスク。本編のヒロインのその後を描いた「あふた〜すと〜り〜ず」、劇中劇のアナザーストーリー「風見学園演劇部 〜卒業公演〜」、本編より前の時間軸で描いたプレストーリー「アルティメットプレストーリーズ」が収録されている。
ディレクターの雨野智晴によれば、本編のファンからの多数の好意的感想や要望をきっかけにこのファンディスクが制作された。ファンから第一に多かった「ヒロインとイチャイチャしたい」という要望に応えてアフターストーリーパートを考え、それだけだとドラマとして弱くなってしまうため、「やりたい放題に楽しくやってしまおう」というコンセプトの「演劇部」のパートも用意した。ファンディスク全体では本編と同等規模のシナリオ量となっている。

## 作品内容

### あふた〜すと〜り〜ず
（出典：）
各ヒロインの本編のその後を描く、萌えとエッチを中心にした後日談。なお、音姫編・ななか編・美夏編・小恋編のシナリオは、『電撃G's magazine』2006年11〜12月号で行われた投票企画「ファンディスクを作ろう」で採用されたストーリーを元にしている。
音姫編「世話好き若奥様？」
2057年3月、留学を取りやめて義之と同棲を始めた音姫だが、卒業直前にトラブルが発生する。
由夢編「ユメの中で……」
2059年3月、義之の卒業の日、彼がいなくなることをさびしく思う由夢は、学園で最後の思い出が欲しいとお願いする。
ななか編「重ねる、手と手」
2056年5月、本校1年に上がった義之とななか。ななかと同じクラスで望む体育祭に義之は燃える。
「薫風のアルティメットバトル!」のちょうど1年後の話で、会話の端々にその内容が出てきている。
杏編「騒々しい未来」
2058年4月、杏は生徒会長に、義之は副会長に就任していた。杏たちが新入生歓迎セレモニーを企画している頃、杉並率いる非公式新聞部もまた暗躍していた。
美夏編「上書きする心」
2059年5月、義之が風見学園を卒業して2ヶ月。美夏は次世代ロボットのOSのテストを義之にもちかける。
「あふた〜すと〜り〜ず」の中では最も後の未来が描かれており、一部のキャラクターの卒業後の進路についても触れられている。
小恋編「甘き想い 〜恋心〜」
2058年3月、2年振りに初音島に帰ってきた小恋と再会した義之は、念願の遊園地デートへ出かける。
本作では唯一、初音島の遊園地「さくらパーク」が登場するシナリオである。

### 風見学園演劇部 〜卒業公演〜
（出典：）
2058年度の卒業パーティーに上映される、雪村杏が監督した自主制作映画をテーマにしたアナザーストーリー。ここでのエンディングは演劇の中のエンディングとなっているので、スタッフロールでは杏や茜、演劇部の名前や「アルティメットプレストーリーズ」時の生徒会長、磯鷲涼芽の名前などが流れる。なお、由夢編・杏編のシナリオは、『電撃G's magazine』2006年11〜12月号で行われた投票企画「ファンディスクを作ろう」で採用されたストーリーを元にしている。
音姫編「家庭教師のお姉さん」
次のテストの結果が振るわなければ軽音楽部を辞めなければならなくなった義之。ある日突然、義之の元に頼んでもいないのに家庭教師を名乗る女性が現れた。
後日、『エターナルファンタジー』購入特典として、本ストーリーの裏話的番外編「D.C.II Character Collection 〜ダ・カーポII〜 キャラクターコレクション 音姫先生のどきどき特別授業」がダウンロード配布された。
由夢編「ネコミミ狂詩曲」
姉の音姫が拾った子猫を押しつけられた義之。しかし義之にはその子猫がネコミミの女の子にしか見えなかった。かくして義之と猫の「由夢」の奇妙な共同生活が始まる。
美夏編「鬼ころし山に潜む魔獣の巻」
バイト仲間の美夏とともに鬼ころし山スキー場へ旅行に向かった義之。しかし、そのスキー場には世にも哀しい鬼の伝説があった。
小恋編「わたしと彼と秘密の放課後」
ある雷の日、幼なじみの小恋と義之の心と身体が入れ替わってしまう。最初はばれない様にと生活しているものの、同じく幼なじみの渉とななかにバレてしまう。
TECH GIAN2007年9月号の付録『C.D.TECHGIAN Disk 〜サーカスディスク テックジャイアンディスク〜』に、本ストーリーの後日談「わたしと彼と秘密の放課後 特別舞台裏編」が収録された。
ななか編「真夏の卒業式」
卒業式を数日後に控えた義之たち。しかし、義之の心には前年の夏の出来事が重くのしかかっていた。そんなある日、いないはずのななかから電話がかかってくる。
杏編「スレイプニルバレー殺人事件」
義之は同じ大学に通う杏とともにスレイプニルバレースキー場へ行く。しかし、滞在先のペンションで殺人事件に巻き込まれてしまう。

### アルティメットプレストーリーズ
（出典：）
春風のアルティメットバトル!
本編の9ヶ月前、卒業パーティーの売り上げ1位の賞品を巡って、各クラスが奮闘する。
2006年4月から本編の先行版として雑誌やホームページで配布された『春風のアルティメットバトル!』の演出強化版。
薫風のアルティメットバトル!
本編の7ヶ月前、春季体育祭のストーリー。非公式新聞部主催のクイズ大会（トトカルチョ）に参加することにした義之たちは、委員長の協力の元、何が何でもクラスを優勝に導こうとする。
ソフマップ初回特典CD『風見学園放送部 特別出張版 Spring Celebration』には、本作のインサートストーリーであるCDドラマ「薫風の幕間」が収録されている。

## 登場キャラクター
基本的には『D.C.II 〜ダ・カーポII〜』に準拠。ただし、劇中劇である「風見学園演劇部 〜卒業公演〜」では、基本的な性格設定などは踏襲しているものの、シナリオの関係上、人間関係や役割などが微妙に異なる。

## スタッフ
- プロデューサー：tororo
- ディレクター：雨野智晴
- シナリオ：雨野智晴、たけうちこうた、森の眼、望月JET
- キャラクターデザイン：たにはらなつき
- 原画：たにはらなつき、ちのちもち、みつまむ、かゆらゆか、立羽
- 音楽：猫野こめっと

## 主題歌
グランドオープニングテーマ「Happy my life 〜Thank you for everything!!〜」
作詞・作曲：tororo、編曲：Angel Note、歌：yozuca*
「あふた〜すと〜り〜ず」オープニングテーマ「君のとなり」
作詞：rino、作曲：黒須克彦、編曲：海星響、歌：橋本みゆき
「風見学園演劇部 〜卒業公演〜」オープニングテーマ「with 〜輝きのフィルム〜」
作詞・作曲：rino、編曲：河合英嗣、歌：ひなき藍、きのみ聖、立花あや
「アルティメットプレストーリーズ」オープニングテーマ「HAPPY CHERRY FESTA!」
作詞：こだまさおり、作曲・編曲：黒須克彦、歌：美郷あき
挿入歌「believe yourself」
作詞：yozuca*、作曲・編曲：齋藤真也、歌：yozuca*
グランドエンディングテーマ「桜の羽根 〜Endless memory〜」
作詞・作曲：rino、編曲：大久保薫、歌：CooRie

## 関連商品

### CD
Happy my life 〜Thank you for everything!!〜
LACM-4365
D.C.II Spring Celebration Vocal Mini album 〜Songs from D.C.II Spring Celebration〜
LACA-5636

### 小説
いずれもPARADIGMノベルス。
D.C.II Spring Celebration 1
2008年3月27日発売、原作：CIRCUS、著者：雑賀匡、ISBN 978-4-89490-858-1
ななか編・音姫編・小恋編を収録。
D.C.II Spring Celebration 2
2008年5月16日発売、原作：CIRCUS、著者：雑賀匡、ISBN 978-4-89490-866-6
杏編、由夢編、美夏編を収録。
D.C.II 風見学園演劇部1 ななか・小恋編
2008年10月30日発売、原作：CIRCUS、著者：桑原文彦（EDEN'S NOTES）、ISBN 978-4-89490-888-8
「真夏の卒業式」（ななか編）、「わたしと彼と秘密の放課後」（小恋編）を収録。
D.C.II 風見学園演劇部2 由夢・美夏編
2008年12月19日発売、原作：CIRCUS、著者：桑原文彦（EDEN'S NOTES）、ISBN 978-4-89490-896-3
「ネコミミ狂詩曲」（由夢編）、「鬼ころし山に潜む魔獣の巻」（美夏編）を収録。
D.C.II 風見学園演劇部3 音姫・杏編
2009年2月19日発売、原作：CIRCUS、著者：桑原文彦（EDEN'S NOTES）、ISBN 978-4-89490-904-5
「家庭教師のお姉ちゃん」（音姫編）、「スレイプニルバレー殺人事件」（杏編）を収録。